# Primeira Liga 2013-14
La temporada 2013/14 de la Primeira Liga (también conocida como Liga ZON Sagres por razones de patrocinio) fue la 80.ª temporada de la primera división de fútbol de Portugal. Comenzó el 18 de agosto de 2013 y culminó el 11 de mayo de 2014. El Porto era el campeón vigente. El campeón de la temporada fue el Benfica. El torneo fue organizado por la Liga Portuguesa de Fútbol Profesional (LPFP), una división de la Federación Portuguesa de Fútbol (FPF).

## Equipos participantes
Como en temporadas anteriores 16 equipos disputaron el campeonato. Catorce equipos procedentes de la campaña 2012/13 y dos promovidos de la Segunda Liga. 
Moreirense y Beira-Mar, descendidos la campaña anterior, fueron reemplazados por Belenenses y Arouca, campeón y subcampeón de la Segunda Liga 2012/13, respectivamente.
| Pos. | Descendidos de 1ª División |
| ---- | -------------------------- |
| 15.º | Moreirense                 |
| 16.º | Beira-Mar                  |

| Pos. | Ascendidos de 2ª División |
| ---- | ------------------------- |
| 1.º  | Belenenses                |
| 2.º  | Arouca                    |

### Información de los equipos
| Equipo            | Ciudad            | Entrenador          | Estadio                 |
| ----------------- | ----------------- | ------------------- | ----------------------- |
| Académica         | Coímbra           | Sérgio Conceição    | Ciudad de Coímbra       |
| Arouca            | Arouca            | Pedro Emanuel       | Municipal de Arouca     |
| Belenenses        | Lisboa            | Lito Vidigal        | Estádio do Restelo      |
| Benfica           | Lisboa            | Jorge Jesus         | Estádio da Luz          |
| Braga             | Braga             | Jorge Paixão        | Municipal de Braga      |
| Estoril           | Estoril           | Marco Silva         | António Coimbra da Mota |
| Gil Vicente       | Barcelos          | João de Deus        | Cidade de Barcelos      |
| Marítimo          | Funchal           | Pedro Martins       | Estadio dos Barreiros   |
| Nacional          | Funchal           | Manuel Machado      | Estádio da Madeira      |
| Olhanense         | Olhão             | Giuseppe Galderisi  | José Arcanjo            |
| Porto             | Oporto            | Luís Castro         | Estádio do Dragão       |
| Paços de Ferreira | Paços de Ferreira | Jorge Costa         | Estádio da Mata Real    |
| Rio Ave           | Vila do Conde     | Nuno Espírito Santo | Estádio do Rio Ave FC   |
| Sporting          | Lisboa            | Leonardo Jardim     | José Alvalade           |
| Vitória Guimarães | Guimarães         | Rui Vitória         | Dom Afonso Henriques    |
| Vitória Setúbal   | Setúbal           | José Couceiro       | Estadio do Bonfim       |

## Sistema de competición
Como en temporadas precedentes, consta de un grupo único integrado por dieciséis clubes de toda la geografía portuguesa. Siguiendo un sistema de liga, los equipos se enfrentan todos contra todos en dos ocasiones —una en campo propio y otra en campo contrario— sumando un total de 30 jornadas. El orden de los encuentros se decide por sorteo antes de empezar la competición.
La clasificación se establece con arreglo a los puntos obtenidos en cada enfrentamiento, a razón de tres por partido ganado, uno por empatado y ninguno en caso de derrota. Si al finalizar el campeonato dos equipos igualasen a puntos, los mecanismos para desempatar la clasificación serían los siguientes:
1. La mayor diferencia entre goles a favor y en contra en los enfrentamientos entre ambos.
2. Si persiste el empate, se tendría en cuenta la diferencia de goles a favor y en contra en todos los encuentros del campeonato.
3. Si aún persiste el empate, se tendría en cuenta el mayor número de goles a favor en todos los encuentros del campeonato.

Si el empate a puntos es entre tres o más clubes, los sucesivos mecanismos de desempate previstos por el reglamento son los siguientes:
1. La mejor puntuación de la que a cada uno corresponda a tenor de los resultados de los partidos jugados entre sí por los clubes implicados.
2. La mayor diferencia de goles a favor y en contra, considerando únicamente los partidos jugados entre sí por los clubes implicados.
3. La mayor diferencia de goles a favor y en contra teniendo en cuenta todos los encuentros del campeonato.
4. El mayor número de goles a favor teniendo en cuenta todos los encuentros del campeonato.

### Efectos de la clasificación
El equipo que más puntos sume al final del campeonato será proclamado campeón de Liga y obtendrá el derecho automático a participar en la fase de grupos de la siguiente edición de la Liga de Campeones de la UEFA, junto con el subcampeón; el tercero, disputará la ronda previa para acceder a la fase de grupos de dicha competición.
Si en la Copa de Portugal el campeón y el subcampeón están clasificados para la Liga de Campeones, el sexto clasificado obtendrá el derecho a jugar la tercera ronda previa de la siguiente edición de la Europa League.
El último descenderá directamente a la Segunda Liga y el penúltimo jugará un play-off contra un equipo de la Segunda División por una plaza en la siguiente temporada debido a la expansión de 16 a 18 equipos en la liga para la siguiente temporada.

## Tabla de posiciones
|                        |    | Equipo               | PJ | PG | PE | PP | GF | GC | DG  | Pts. | Enfr. Directos |
| ---------------------- | -- | -------------------- | -- | -- | -- | -- | -- | -- | --- | ---- | -------------- |
|                        | 1  | Benfica              | 30 | 23 | 5  | 2  | 58 | 18 | +40 | 74   |                |
|                        | 2  | Sporting de Portugal | 30 | 20 | 7  | 3  | 54 | 20 | +34 | 67   |                |
|                        | 3  | Porto                | 30 | 19 | 4  | 7  | 57 | 25 | +32 | 61   |                |
|                        | 4  | Estoril Praia        | 30 | 15 | 9  | 6  | 42 | 26 | +16 | 54   |                |
|                        | 5  | Nacional             | 30 | 11 | 12 | 7  | 43 | 33 | +10 | 45   |                |
|                        | 6  | Marítimo             | 30 | 11 | 8  | 11 | 40 | 44 | -4  | 41   |                |
|                        | 7  | Vitória Setúbal      | 30 | 10 | 9  | 11 | 41 | 41 | 0   | 39   |                |
|                        | 8  | Académica de Coimbra | 30 | 9  | 10 | 11 | 25 | 35 | -10 | 37   | ACA 1-1 BRA    |
|                        | 9  | Sporting Braga       | 30 | 10 | 7  | 13 | 39 | 37 | +2  | 37   | BRA 0-1 ACA    |
|                        | 10 | Vitória Guimarães    | 30 | 10 | 5  | 15 | 30 | 35 | -5  | 35   |                |
|                        | 11 | Rio Ave              | 30 | 8  | 8  | 14 | 21 | 35 | -14 | 32   |                |
|                        | 12 | Arouca               | 30 | 8  | 7  | 15 | 28 | 42 | -14 | 31   | GVI 0-3 ARO    |
|                        | 13 | Gil Vicente          | 30 | 8  | 7  | 15 | 23 | 37 | -14 | 31   | ARO 1-0 GVI    |
|                        | 14 | Os Belenenses        | 30 | 6  | 10 | 14 | 19 | 33 | -14 | 28   |                |
|                        | 15 | Paços de Ferreira    | 30 | 6  | 6  | 18 | 28 | 59 | -31 | 24   | PAÇ 3-1 OLH    |
| En puestos de Descenso | 16 | Olhanense            | 30 | 6  | 6  | 18 | 21 | 49 | -28 | 24   | OLH 1-0 PAÇ    |

|  | Clasificado para la Fase de grupos de la UEFA Champions League 2014-15.                                           |
|  | Clasificado para la Cuarta ronda previa (play-off) de la UEFA Champions League 2014-15.                           |
|  | Clasificado para la Fase de grupos de la UEFA Europa League 2014-15.                                              |
|  | Clasificado para la Cuarta ronda previa (play-off) de la UEFA Europa League 2014-15.                              |
|  | Clasificado para la Tercera ronda previa de la UEFA Europa League 2014-15 como subcampeón de la Copa de Portugal. |
|  | Play-off por la permanencia en la Primeira Liga.                                                                  |
|  | Descenso a la Segunda Liga.                                                                                       |

### Evolución de las posiciones
| Equipo / Jornada     | 1  | 2  | 3  | 4  | 5  | 6  | 7  | 8  | 9  | 10 | 11 | 12 | 13 | 14 | 15 | 16 | 17 | 18 | 19 | 20 | 21 | 22 | 23 | 24 | 25 | 26 | 27 | 28 | 29 | 30 |
| Equipo / Jornada     |    |    |    |    |    |    |    |    |    |    |    |    |    |    |    |    |    |    |    |    |    |    |    |    |    |    |    |    |    |    |
| -------------------- | -- | -- | -- | -- | -- | -- | -- | -- | -- | -- | -- | -- | -- | -- | -- | -- | -- | -- | -- | -- | -- | -- | -- | -- | -- | -- | -- | -- | -- | -- |
| Benfica              | 9  | 8  | 7  | 5  | 4  | 5  | 3  | 3  | 3  | 3  | 2  | 3  | 3  | 3  | 1  | 1  | 1  | 1  | 1  | 1  | 1  | 1  | 1  | 1  | 1  | 1  | 1  | 1  | 1  | 1  |
| Sporting de Portugal | 1  | 1  | 2  | 2  | 3  | 2  | 2  | 2  | 2  | 2  | 1  | 1  | 1  | 1  | 2  | 2  | 2  | 3  | 3  | 2  | 2  | 2  | 2  | 2  | 2  | 2  | 2  | 2  | 2  | 2  |
| Porto                | 4  | 2  | 1  | 1  | 1  | 1  | 1  | 1  | 1  | 1  | 3  | 2  | 2  | 2  | 3  | 3  | 3  | 2  | 2  | 3  | 3  | 3  | 3  | 3  | 3  | 3  | 3  | 3  | 3  | 3  |
| Estoril              | 3  | 4  | 3  | 4  | 5  | 4  | 6  | 4  | 6  | 4  | 5  | 4  | 4  | 4  | 4  | 4  | 5  | 5  | 4  | 4  | 4  | 4  | 4  | 4  | 4  | 4  | 4  | 4  | 4  | 4  |
| Nacional             | 10 | 11 | 8  | 11 | 9  | 6  | 4  | 6  | 5  | 6  | 6  | 6  | 5  | 6  | 5  | 6  | 4  | 4  | 5  | 5  | 5  | 5  | 5  | 5  | 5  | 5  | 5  | 5  | 5  | 5  |
| Marítimo             | 8  | 10 | 11 | 6  | 8  | 9  | 10 | 13 | 15 | 12 | 11 | 11 | 11 | 10 | 11 | 11 | 10 | 11 | 8  | 8  | 8  | 8  | 8  | 9  | 10 | 7  | 8  | 6  | 6  | 6  |
| Vitória Setúbal      | 11 | 14 | 12 | 14 | 13 | 12 | 14 | 15 | 11 | 10 | 12 | 9  | 10 | 11 | 12 | 12 | 12 | 10 | 11 | 9  | 10 | 10 | 9  | 8  | 11 | 8  | 7  | 8  | 8  | 7  |
| Académica            | 12 | 16 | 14 | 13 | 14 | 14 | 15 | 12 | 14 | 11 | 9  | 12 | 12 | 12 | 10 | 9  | 8  | 8  | 9  | 10 | 9  | 9  | 10 | 10 | 7  | 9  | 9  | 9  | 9  | 8  |
| Braga                | 5  | 5  | 5  | 3  | 2  | 3  | 5  | 8  | 9  | 9  | 8  | 10 | 7  | 7  | 7  | 7  | 7  | 6  | 7  | 7  | 7  | 6  | 6  | 6  | 6  | 6  | 6  | 7  | 7  | 9  |
| Vitória Guimarães    | 7  | 6  | 9  | 7  | 10 | 10 | 9  | 7  | 8  | 7  | 7  | 7  | 6  | 5  | 6  | 5  | 6  | 7  | 6  | 6  | 6  | 7  | 7  | 7  | 8  | 10 | 10 | 10 | 10 | 10 |
| Rio Ave              | 2  | 3  | 4  | 8  | 6  | 8  | 8  | 9  | 7  | 8  | 10 | 8  | 9  | 9  | 8  | 8  | 9  | 9  | 10 | 11 | 11 | 12 | 11 | 11 | 9  | 11 | 11 | 11 | 11 | 11 |
| Arouca               | 16 | 15 | 13 | 10 | 11 | 11 | 12 | 14 | 13 | 16 | 15 | 14 | 15 | 14 | 13 | 13 | 13 | 13 | 13 | 12 | 13 | 13 | 13 | 13 | 13 | 13 | 13 | 12 | 12 | 12 |
| Gil Vicente          | 6  | 7  | 6  | 9  | 7  | 7  | 7  | 5  | 4  | 5  | 4  | 5  | 8  | 8  | 9  | 10 | 11 | 12 | 12 | 13 | 12 | 11 | 12 | 12 | 12 | 12 | 12 | 13 | 13 | 13 |
| Belenenses           | 15 | 13 | 16 | 15 | 15 | 15 | 11 | 10 | 10 | 13 | 13 | 13 | 13 | 13 | 14 | 14 | 14 | 14 | 14 | 14 | 14 | 14 | 15 | 16 | 15 | 15 | 14 | 14 | 14 | 14 |
| Paços de Ferreira    | 14 | 12 | 15 | 16 | 16 | 16 | 16 | 16 | 16 | 15 | 16 | 16 | 16 | 15 | 16 | 16 | 15 | 16 | 16 | 16 | 16 | 16 | 14 | 14 | 14 | 14 | 15 | 15 | 16 | 15 |
| Olhanense            | 13 | 9  | 10 | 12 | 12 | 13 | 13 | 11 | 12 | 14 | 14 | 15 | 14 | 16 | 15 | 15 | 16 | 15 | 15 | 15 | 15 | 15 | 16 | 15 | 16 | 16 | 16 | 16 | 15 | 16 |

## Resultados
- Los horarios corresponden al huso horario de Portugal (Hora de Europa Occidental): UTC+0 en horario estándar y UTC+1 en horario de verano

### Primera vuelta
| Paços de Ferreira    | 0 - 2 | Braga     | Estádio Dr. Machado de Matos    | 16 de agosto de 2013 | 20:15 |
| Estoril              | 3 - 1 | Nacional  | Estádio António Coimbra da Mota | 17 de agosto de 2013 | 18:00 |
| Vitória Guimarães    | 2 - 0 | Olhanense | Estádio D. Afonso Henriques     | 17 de agosto de 2013 | 20:15 |
| Sporting de Portugal | 5 - 1 | Arouca    | Estádio José Alvalade           | 18 de agosto de 2013 | 15:45 |
| Belenenses           | 0 - 3 | Rio Ave   | Estádio do Restelo              | 18 de agosto de 2013 | 16:00 |
| Gil Vicente          | 2 - 0 | Académica | Estádio Cidade de Barcelos      | 18 de agosto de 2013 | 16:00 |
| Marítimo             | 2 - 1 | Benfica   | Estádio dos Barreiros           | 18 de agosto de 2013 | 17:45 |
| Vitória Setúbal      | 1 - 3 | Porto     | Estádio do Bonfim               | 18 de agosto de 2013 | 20:00 |

| Olhanense | 1 - 0 | Paços de Ferreira    | Estádio Algarve                  | 24 de agosto | 18:00 |
| Académica | 0 - 4 | Sporting de Portugal | Estádio Cidade de Coimbra        | 24 de agosto | 20:15 |
| Rio Ave   | 2 - 0 | Vitória Setúbal      | Estádio do Rio Ave Futebol Clube | 25 de agosto | 16:00 |
| Nacional  | 1 - 1 | Vitória Guimarães    | Estádio da Madeira               | 25 de agosto | 17:30 |
| Benfica   | 2 - 1 | Gil Vicente          | Estádio da Luz                   | 25 de agosto | 17:45 |
| Arouca    | 1 - 2 | Estoril              | Estádio Municipal de Arouca      | 25 de agosto | 18:00 |
| Porto     | 3 - 0 | Marítimo             | Estádio do Dragão                | 25 de agosto | 19:45 |
| Braga     | 2 - 1 | Belenenses           | Estádio AXA                      | 26 de agosto | 20:00 |

| Vitória Guimarães    | 1 - 4 | Vitória Setúbal | Estádio D. Afonso Henriques     | 31 de agosto    | 18:00 |
| Sporting de Portugal | 1 - 1 | Benfica         | Estádio José Alvalade           | 31 de agosto    | 20:00 |
| Arouca               | 1 - 0 | Rio Ave         | Estádio Municipal de Arouca     | 1 de septiembre | 16:00 |
| Marítimo             | 1 - 1 | Olhanense       | Estádio dos Barreiros           | 1 de septiembre | 16:00 |
| Belenenses           | 2 - 3 | Nacional        | Estádio do Restelo              | 1 de septiembre | 16:00 |
| Paços de Ferreira    | 0 - 1 | Porto           | Estádio Dr. Machado de Matos    | 1 de septiembre | 17:45 |
| Gil Vicente          | 1 - 0 | Braga           | Estádio Cidade de Barcelos      | 1 de septiembre | 20:00 |
| Estoril              | 1 - 1 | Académica       | Estádio António Coimbra da Mota | 2 de septiembre | 20:00 |

| Rio Ave         | 0 - 1 | Vitória Guimarães    | Estádio do Rio Ave Futebol Clube | 14 de septiembre | 16:15 |
| Benfica         | 3 - 1 | Paços de Ferreira    | Estádio da Luz                   | 14 de septiembre | 18:15 |
| Porto           | 2 - 0 | Gil Vicente          | Estádio do Dragão                | 14 de septiembre | 20:15 |
| Académica       | 2 - 1 | Belenenses           | Estádio Cidade de Coimbra        | 15 de septiembre | 15:45 |
| Vitória Setúbal | 2 - 4 | Marítimo             | Estádio do Bonfim                | 15 de septiembre | 16:00 |
| Nacional        | 0 - 1 | Arouca               | Estádio da Madeira               | 15 de septiembre | 16:00 |
| Olhanense       | 0 - 2 | Sporting de Portugal | Estádio Algarve                  | 15 de septiembre | 17:45 |
| Braga           | 3 - 2 | Estoril              | Estádio AXA                      | 15 de septiembre | 19:45 |

| Arouca               | 0 - 1 | Braga           | Estádio Municipal de Arouca     | 20 de septiembre | 21:00 |
| Gil Vicente          | 1 - 1 | Olhanense       | Estádio Cidade de Barcelos      | 21 de septiembre | 16:00 |
| Belenenses           | 1 - 0 | Marítimo        | Estádio do Restelo              | 21 de septiembre | 18:00 |
| Sporting de Portugal | 1 - 1 | Rio Ave         | Estádio José Alvalade           | 21 de septiembre | 20:15 |
| Nacional             | 1 - 0 | Académica       | Estádio da Madeira              | 22 de septiembre | 16:00 |
| Vitória Guimarães    | 0 - 1 | Benfica         | Estádio D. Afonso Henriques     | 22 de septiembre | 18:00 |
| Estoril              | 2 - 2 | Porto           | Estádio António Coimbra da Mota | 22 de septiembre | 20:15 |
| Paços de Ferreira    | 1 - 1 | Vitória Setúbal | Estádio da Capital do Móvel     | 23 de septiembre | 20:15 |

| Porto           | 1 - 0 | Vitória Guimarães    | Estádio do Dragão                | 27 de septiembre | 20:00 |
| Académica       | 0 - 0 | Arouca               | Estádio Cidade de Coimbra        | 28 de septiembre | 16:00 |
| Rio Ave         | 0 - 3 | Nacional             | Estádio do Rio Ave Futebol Clube | 28 de septiembre | 16:00 |
| Marítimo        | 3 - 4 | Paços de Ferreira    | Estádio dos Barreiros            | 28 de septiembre | 16:15 |
| Olhanense       | 1 - 2 | Estoril              | Estádio Algarve                  | 28 de septiembre | 18:15 |
| Benfica         | 1 - 1 | Belenenses           | Estádio da Luz                   | 28 de septiembre | 18:30 |
| Braga           | 1 - 2 | Sporting de Portugal | Estádio AXA                      | 28 de septiembre | 20:15 |
| Vitória Setúbal | 2 - 2 | Gil Vicente          | Estádio do Bonfim                | 30 de septiembre | 20:15 |

| Académica            | 0 - 1 | Rio Ave           | Estádio Cidade de Coimbra       | 4 de octubre | 20:15 |
| Belenenses           | 2 - 0 | Olhanense         | Estádio do Restelo              | 5 de octubre | 16:00 |
| Sporting de Portugal | 4 - 0 | Vitória Setúbal   | Estádio José Alvalade           | 5 de octubre | 20:15 |
| Gil Vicente          | 2 - 1 | Paços de Ferreira | Estádio Cidade de Barcelos      | 6 de octubre | 16:00 |
| Nacional             | 3 - 0 | Braga             | Estádio da Madeira              | 6 de octubre | 16:15 |
| Arouca               | 1 - 3 | Porto             | Estádio Municipal de Arouca     | 6 de octubre | 18:15 |
| Estoril              | 1 - 2 | Benfica           | Estádio António Coimbra da Mota | 6 de octubre | 20:15 |
| Vitória Guimarães    | 1 - 0 | Marítimo          | Estádio D. Afonso Henriques     | 7 de octubre | 20:15 |

| Braga             | 0 - 1 | Académica            | Estádio AXA                      | 25 de octubre | 20:15 |
| Olhanense         | 1 - 0 | Arouca               | Estádio Algarve                  | 26 de octubre | 16:00 |
| Rio Ave           | 0 - 1 | Gil Vicente          | Estádio do Rio Ave Futebol Clube | 26 de octubre | 18:00 |
| Vitória Setúbal   | 0 - 0 | Belenenses           | Estádio do Bonfim                | 26 de octubre | 20:15 |
| Benfica           | 2 - 0 | Nacional             | Estádio da Luz                   | 27 de octubre | 17:15 |
| Porto             | 3 - 1 | Sporting de Portugal | Estádio do Dragão                | 27 de octubre | 19:45 |
| Marítimo          | 1 - 3 | Estoril              | Estádio dos Barreiros            | 27 de octubre | 20:15 |
| Paços de Ferreira | 1 - 3 | Vitória Guimarães    | Estádio da Capital do Móvel      | 28 de octubre | 20:15 |

| Académica            | 0 - 3 | Benfica           | Estádio Cidade de Coimbra       | 1 de noviembre | 20:30 |
| Belenenses           | 1 - 1 | Porto             | Estádio do Restelo              | 2 de noviembre | 18:00 |
| Sporting de Portugal | 3 - 2 | Marítimo          | Estádio José Alvalade           | 2 de noviembre | 20:15 |
| Arouca               | 0 - 0 | Paços de Ferreira | Estádio Municipal de Arouca     | 3 de noviembre | 16:00 |
| Nacional             | 0 - 0 | Olhanense         | Estádio da Madeira              | 3 de noviembre | 16:00 |
| Estoril              | 0 - 2 | Vitória Setúbal   | Estádio António Coimbra da Mota | 3 de noviembre | 16:00 |
| Gil Vicente          | 1 - 0 | Vitória Guimarães | Estádio Cidade de Barcelos      | 3 de noviembre | 17:45 |
| Braga                | 0 - 1 | Rio Ave           | Estádio AXA                     | 3 de noviembre | 19:45 |

| Benfica           | 1 - 0 | Braga                | Estádio da Luz                   | 23 de noviembre | 18:15 |
| Porto             | 1 - 1 | Nacional             | Estádio do Dragão                | 23 de noviembre | 20:15 |
| Rio Ave           | 0 - 2 | Estoril              | Estádio do Rio Ave Futebol Clube | 24 de noviembre | 15:00 |
| Vitória Setúbal   | 1 - 0 | Arouca               | Estádio do Bonfim                | 24 de noviembre | 16:00 |
| Marítimo          | 3 - 2 | Gil Vicente          | Estádio dos Barreiros            | 24 de noviembre | 16:00 |
| Paços de Ferreira | 1 - 0 | Belenenses           | Estádio da Capital do Móvel      | 24 de noviembre | 17:00 |
| Vitória Guimarães | 0 - 1 | Sporting de Portugal | Estádio D. Afonso Henriques      | 24 de noviembre | 19:15 |
| Olhanense         | 0 - 1 | Académica            | Estádio Algarve                  | 25 de noviembre | 20:15 |

| Braga                | 4 - 1 | Olhanense         | Estádio AXA                      | 29 de noviembre | 20:15 |
| Académica            | 1 - 0 | Porto             | Estádio Cidade de Coimbra        | 30 de noviembre | 20:15 |
| Arouca               | 1 - 2 | Marítimo          | Estádio Municipal de Arouca      | 1 de diciembre  | 16:00 |
| Belenenses           | 0 - 0 | Gil Vicente       | Estádio do Restelo               | 1 de diciembre  | 16:00 |
| Nacional             | 2 - 2 | Vitória Setúbal   | Estádio da Madeira               | 1 de diciembre  | 16:00 |
| Rio Ave              | 1 - 3 | Benfica           | Estádio do Rio Ave Futebol Clube | 1 de diciembre  | 17:45 |
| Sporting de Portugal | 4 - 0 | Paços de Ferreira | Estádio José Alvalade            | 1 de diciembre  | 19:45 |
| Estoril              | 0 - 2 | Vitória Guimarães | Estádio António Coimbra da Mota  | 2 de diciembre  | 20:00 |

| Benfica           | 2 - 2 | Arouca               | Estádio da Luz              | 6 de diciembre | 20:15 |
| Paços de Ferreira | 0 - 3 | Estoril              | Estádio da Capital do Móvel | 7 de diciembre | 16:00 |
| Vitória Guimarães | 0 - 0 | Belenenses           | Estádio D. Afonso Henriques | 7 de diciembre | 18:00 |
| Porto             | 2 - 0 | Braga                | Estádio do Dragão           | 7 de diciembre | 20:15 |
| Marítimo          | 2 - 2 | Nacional             | Estádio dos Barreiros       | 8 de diciembre | 16:00 |
| Olhanense         | 0 - 1 | Rio Ave              | Estádio Algarve             | 8 de diciembre | 16:00 |
| Gil Vicente       | 0 - 2 | Sporting de Portugal | Estádio Cidade de Barcelos  | 8 de diciembre | 17:45 |
| Vitória Setúbal   | 1 - 0 | Académica            | Estádio do Bonfim           | 9 de diciembre | 20:15 |

| Académica            | 1 - 1 | Marítimo          | Estádio Cidade de Coimbra        | 13 de diciembre | 20:15 |
| Braga                | 2 - 0 | Vitória Setúbal   | Estádio AXA                      | 14 de diciembre | 18:00 |
| Sporting de Portugal | 3 - 0 | Belenenses        | Estádio José Alvalade            | 14 de diciembre | 20:15 |
| Arouca               | 0 - 2 | Vitória Guimarães | Estádio Municipal de Arouca      | 15 de diciembre | 16:15 |
| Olhanense            | 2 - 3 | Benfica           | Estádio Algarve                  | 15 de diciembre | 18:15 |
| Rio Ave              | 1 - 3 | Porto             | Estádio do Rio Ave Futebol Clube | 15 de diciembre | 20:15 |
| Nacional             | 2 - 1 | Paços de Ferreira | Estádio da Madeira               | 16 de diciembre | 19:00 |
| Estoril              | 2 - 0 | Gil Vicente       | Estádio António Coimbra da Mota  | 16 de diciembre | 20:15 |

| Marítimo             | 2 - 2 | Braga     | Estádio dos Barreiros       | 19 de diciembre | 20:00 |
| Porto                | 4 - 0 | Olhanense | Estádio do Dragão           | 20 de diciembre | 19:00 |
| Vitória Setúbal      | 0 - 2 | Benfica   | Estádio do Bonfim           | 20 de diciembre | 21:00 |
| Paços de Ferreira    | 0 - 0 | Rio Ave   | Estádio da Capital do Móvel | 21 de diciembre | 16:00 |
| Vitória Guimarães    | 3 - 0 | Académica | Estádio D. Afonso Henriques | 21 de diciembre | 18:15 |
| Sporting de Portugal | 0 - 0 | Nacional  | Estádio José Alvalade       | 21 de diciembre | 20:15 |
| Gil Vicente          | 0 - 3 | Arouca    | Estádio Cidade de Barcelos  | 22 de diciembre | 16:15 |
| Belenenses           | 0 - 0 | Estoril   | Estádio do Restelo          | 22 de diciembre | 19:15 |

| Braga     | 3 - 0 | Vitória Guimarães    | Estádio AXA                      | 10 de enero | 20:00 |
| Rio Ave   | 1 - 1 | Marítimo             | Estádio do Rio Ave Futebol Clube | 11 de enero | 18:00 |
| Estoril   | 0 - 0 | Sporting de Portugal | Estádio António Coimbra da Mota  | 11 de enero | 20:15 |
| Arouca    | 2 - 0 | Belenenses           | Estádio Municipal de Arouca      | 12 de enero | 16:00 |
| Académica | 4 - 2 | Paços de Ferreira    | Estádio Cidade de Coimbra        | 12 de enero | 16:00 |
| Benfica   | 2 - 0 | Porto                | Estádio da Luz                   | 12 de enero | 16:00 |
| Olhanense | 2 - 1 | Vitória Setúbal      | Estádio Algarve                  | 12 de enero | 16:00 |
| Nacional  | 2 - 0 | Gil Vicente          | Estádio da Madeira               | 12 de enero | 19:15 |

### Segunda vuelta
| Olhanense | 0 - 1 | Vitória Guimarães    | Estádio Algarve                  | 17 de enero | 20:00 |
| Arouca    | 1 - 2 | Sporting de Portugal | Estádio Municipal de Arouca      | 18 de enero | 20:15 |
| Rio Ave   | 1 - 0 | Belenenses           | Estádio do Rio Ave Futebol Clube | 19 de enero | 16:00 |
| Académica | 1 - 0 | Gil Vicente          | Estádio Cidade de Coimbra        | 19 de enero | 16:00 |
| Braga     | 1 - 1 | Paços de Ferreira    | Estádio AXA                      | 19 de enero | 17:00 |
| Benfica   | 2 - 0 | Marítimo             | Estádio da Luz                   | 19 de enero | 17:00 |
| Porto     | 3 - 0 | Vitória Setúbal      | Estádio do Dragão                | 19 de enero | 19:15 |
| Nacional  | 2 - 2 | Estoril              | Estádio da Madeira               | 20 de enero | 20:00 |

| Estoril              | 1 - 1 | Arouca    | Estádio António Coimbra da Mota | 31 de enero  | 20:00 |
| Marítimo             | 1 - 0 | Porto     | Estádio dos Barreiros           | 1 de febrero | 17:15 |
| Vitória Setúbal      | 2 - 0 | Rio Ave   | Estádio do Bonfim               | 1 de febrero | 18:00 |
| Gil Vicente          | 1 - 1 | Benfica   | Estádio Cidade de Barcelos      | 1 de febrero | 19:15 |
| Belenenses           | 2 - 1 | Braga     | Estádio do Restelo              | 2 de febrero | 16:15 |
| Sporting de Portugal | 0 - 0 | Académica | Estádio José Alvalade           | 2 de febrero | 18:15 |
| Vitória Guimarães    | 1 - 2 | Nacional  | Estádio D. Afonso Henriques     | 3 de febrero | 20:00 |
| Paços de Ferreira    | 3 - 1 | Olhanense | Estádio da Capital do Móvel     | 5 de febrero | 20:00 |

| Nacional        | 2 - 0 | Belenenses           | Estádio da Madeira               | 8 de febrero  | 18:00 |
| Vitória Setúbal | 3 - 2 | Vitória Guimarães    | Estádio do Bonfim                | 8 de febrero  | 20:00 |
| Rio Ave         | 1 - 1 | Arouca               | Estádio do Rio Ave Futebol Clube | 9 de febrero  | 16:00 |
| Olhanense       | 1 - 1 | Marítimo             | Estádio Algarve                  | 9 de febrero  | 16:00 |
| Porto           | 3 - 0 | Paços de Ferreira    | Estádio do Dragão                | 9 de febrero  | 18:45 |
| Braga           | 4 - 1 | Gil Vicente          | Estádio AXA                      | 9 de febrero  | 20:45 |
| Académica       | 0 - 1 | Estoril              | Estádio Cidade de Coimbra        | 10 de febrero | 20:00 |
| Benfica         | 2 - 0 | Sporting de Portugal | Estádio da Luz                   | 11 de febrero | 20:15 |

| Belenenses           | 0 - 0 | Académica       | Estádio do Restelo              | 15 de febrero | 18:00 |
| Sporting de Portugal | 1 - 0 | Olhanense       | Estádio José Alvalade           | 15 de febrero | 20:15 |
| Marítimo             | 1 - 0 | Vitória Setúbal | Estádio dos Barreiros           | 16 de febrero | 16:00 |
| Arouca               | 1 - 1 | Nacional        | Estádio Municipal de Arouca     | 16 de febrero | 16:00 |
| Vitória Guimarães    | 1 - 0 | Rio Ave         | Estádio D. Afonso Henriques     | 16 de febrero | 16:00 |
| Paços de Ferreira    | 0 - 2 | Benfica         | Estádio da Capital do Móvel     | 16 de febrero | 17:00 |
| Gil Vicente          | 1 - 2 | Porto           | Estádio Cidade de Barcelos      | 16 de febrero | 19:15 |
| Estoril              | 2 - 1 | Braga           | Estádio António Coimbra da Mota | 17 de febrero | 20:00 |

| Académica       | 0 - 0 | Nacional             | Estádio Cidade de Coimbra        | 21 de febrero | 20:00 |
| Braga           | 2 - 2 | Arouca               | Estádio AXA                      | 22 de febrero | 18:00 |
| Rio Ave         | 1 - 2 | Sporting de Portugal | Estádio do Rio Ave Futebol Clube | 22 de febrero | 20:15 |
| Olhanense       | 2 - 1 | Gil Vicente          | Estádio Algarve                  | 23 de febrero | 16:00 |
| Vitória Setúbal | 4 - 0 | Paços de Ferreira    | Estádio do Bonfim                | 23 de febrero | 16:00 |
| Marítimo        | 2 - 0 | Belenenses           | Estádio dos Barreiros            | 23 de febrero | 17:00 |
| Porto           | 0 - 1 | Estoril              | Estádio do Dragão                | 23 de febrero | 19:15 |
| Benfica         | 1 - 0 | Vitória Guimarães    | Estádio da Luz                   | 24 de febrero | 20:15 |

| Estoril              | 4 - 0 | Olhanense       | Estádio António Coimbra da Mota | 1 de marzo | 18:00 |
| Sporting de Portugal | 2 - 1 | Braga           | Estádio José Alvalade           | 1 de marzo | 20:15 |
| Gil Vicente          | 1 - 0 | Vitória Setúbal | Estádio Cidade de Barcelos      | 2 de marzo | 16:00 |
| Paços de Ferreira    | 3 - 1 | Marítimo        | Estádio da Capital do Móvel     | 2 de marzo | 16:00 |
| Nacional             | 1 - 1 | Rio Ave         | Estádio da Madeira              | 2 de marzo | 16:00 |
| Belenenses           | 0 - 1 | Benfica         | Estádio do Restelo              | 2 de marzo | 17:00 |
| Vitória Guimarães    | 2 - 2 | Porto           | Estádio D. Afonso Henriques     | 2 de marzo | 19:15 |
| Arouca               | 0 - 3 | Académica       | Estádio Municipal de Arouca     | 3 de marzo | 20:00 |

| Rio Ave           | 0 - 0 | Académica            | Estádio do Rio Ave Futebol Clube | 7 de marzo  | 20:00 |
| Braga             | 2 - 1 | Nacional             | Estádio AXA                      | 8 de marzo  | 20:15 |
| Olhanense         | 0 - 0 | Belenenses           | Estádio Algarve                  | 9 de marzo  | 16:00 |
| Paços de Ferreira | 0 - 2 | Gil Vicente          | Estádio da Capital do Móvel      | 9 de marzo  | 16:00 |
| Benfica           | 2 - 0 | Estoril              | Estádio da Luz                   | 9 de marzo  | 17:00 |
| Vitória Setúbal   | 2 - 2 | Sporting de Portugal | Estádio do Bonfim                | 9 de marzo  | 17:00 |
| Porto             | 4 - 1 | Arouca               | Estádio do Dragão                | 9 de marzo  | 19:15 |
| Marítimo          | 2 - 1 | Vitória Guimarães    | Estádio dos Barreiros            | 10 de marzo | 20:00 |

| Académica            | 1 - 1 | Braga             | Estádio Cidade de Coimbra       | 14 de marzo | 20:00 |
| Gil Vicente          | 1 - 2 | Rio Ave           | Estádio Cidade de Barcelos      | 15 de marzo | 16:00 |
| Estoril              | 1 - 0 | Marítimo          | Estádio António Coimbra da Mota | 15 de marzo | 18:00 |
| Vitória Guimarães    | 1 - 2 | Paços de Ferreira | Estádio D. Afonso Henriques     | 15 de marzo | 20:15 |
| Belenenses           | 1 - 3 | Vitória Setúbal   | Estádio do Restelo              | 16 de marzo | 16:00 |
| Arouca               | 2 - 0 | Olhanense         | Estádio Municipal de Arouca     | 16 de marzo | 16:00 |
| Sporting de Portugal | 1 - 0 | Porto             | Estádio José Alvalade           | 16 de marzo | 19:15 |
| Nacional             | 2 - 4 | Benfica           | Estádio da Madeira              | 17 de marzo | 20:00 |

| Rio Ave           | 1 - 1 | Braga                | Estádio do Rio Ave Futebol Clube | 21 de marzo | 20:00 |
| Vitória Guimarães | 0 - 0 | Gil Vicente          | Estádio D. Afonso Henriques      | 22 de marzo | 17:00 |
| Marítimo          | 1 - 3 | Sporting de Portugal | Estádio dos Barreiros            | 22 de marzo | 19:00 |
| Olhanense         | 1 - 1 | Nacional             | Estádio Algarve                  | 23 de marzo | 15:00 |
| Paços de Ferreira | 3 - 1 | Arouca               | Estádio da Capital do Móvel      | 23 de marzo | 16:00 |
| Benfica           | 3 - 0 | Académica            | Estádio da Luz                   | 23 de marzo | 18:00 |
| Porto             | 1 - 0 | Belenenses           | Estádio do Dragão                | 23 de marzo | 19:15 |
| Vitória Setúbal   | 1 - 1 | Estoril              | Estádio do Bonfim                | 24 de marzo | 20:00 |

| Belenenses           | 1 - 1 | Paços de Ferreira | Estádio do Restelo              | 28 de marzo | 20:00 |
| Sporting de Portugal | 1 - 0 | Vitória Guimarães | Estádio José Alvalade           | 29 de marzo | 20:15 |
| Arouca               | 1 - 0 | Vitória Setúbal   | Estádio Municipal de Arouca     | 30 de marzo | 16:00 |
| Académica            | 2 - 1 | Olhanense         | Estádio Cidade de Coimbra       | 30 de marzo | 16:00 |
| Estoril              | 0 - 1 | Rio Ave           | Estádio António Coimbra da Mota | 30 de marzo | 16:00 |
| Gil Vicente          | 1 - 1 | Marítimo          | Estádio Cidade de Barcelos      | 30 de marzo | 16:00 |
| Braga                | 0 - 1 | Benfica           | Estádio AXA                     | 30 de marzo | 17:00 |
| Nacional             | 2 - 1 | Porto             | Estádio da Madeira              | 30 de marzo | 19:15 |

| Vitória Guimarães | 1 - 3 | Estoril              | Estádio D. Afonso Henriques | 4 de abril | 20:00 |
| Olhanense         | 0 - 2 | Braga                | Estádio Algarve             | 5 de abril | 18:00 |
| Paços de Ferreira | 1 - 3 | Sporting de Portugal | Estádio da Capital do Móvel | 5 de abril | 20:15 |
| Marítimo          | 1 - 0 | Arouca               | Estádio dos Barreiros       | 6 de abril | 16:00 |
| Gil Vicente       | 0 - 1 | Belenenses           | Estádio Cidade de Barcelos  | 6 de abril | 16:00 |
| Vitória Setúbal   | 3 - 0 | Nacional             | Estádio do Bonfim           | 6 de abril | 17:00 |
| Porto             | 3 - 1 | Académica            | Estádio do Dragão           | 6 de abril | 19:15 |
| Benfica           | 4 - 0 | Rio Ave              | Estádio da Luz              | 7 de abril | 20:00 |

| Académica            | 1 - 1 | Vitória Setúbal   | Estádio Cidade de Coimbra        | 11 de abril | 20:00 |
| Nacional             | 2 - 0 | Marítimo          | Estádio da Madeira               | 12 de abril | 16:00 |
| Belenenses           | 3 - 1 | Vitória Guimarães | Estádio do Restelo               | 12 de abril | 18:00 |
| Rio Ave              | 1 - 2 | Olhanense         | Estádio do Rio Ave Futebol Clube | 12 de abril | 18:00 |
| Sporting de Portugal | 2 - 0 | Gil Vicente       | Estádio José Alvalade            | 12 de abril | 20:15 |
| Arouca               | 0 - 2 | Benfica           | Estadio Municipal de Aveiro      | 13 de abril | 17:00 |
| Braga                | 1 - 3 | Porto             | Estádio AXA                      | 13 de abril | 19:15 |
| Estoril              | 1 - 0 | Paços de Ferreira | Estádio António Coimbra da Mota  | 14 de abril | 20:00 |

| Vitória Guimarães | 2 - 3 | Arouca               | Estádio D. Afonso Henriques | 17 de abril | 20:00 |
| Marítimo          | 3 - 1 | Académica            | Estádio dos Barreiros       | 19 de abril | 16:00 |
| Paços de Ferreira | 0 - 5 | Nacional             | Estádio da Capital do Móvel | 19 de abril | 16:00 |
| Gil Vicente       | 0 - 0 | Estoril              | Estádio Cidade de Barcelos  | 19 de abril | 17:00 |
| Belenenses        | 0 - 1 | Sporting de Portugal | Estádio do Restelo          | 19 de abril | 19:15 |
| Benfica (C)       | 2 - 0 | Olhanense            | Estádio da Luz              | 20 de abril | 18:00 |
| Vitória Setúbal   | 1 - 1 | Braga                | Estádio do Bonfim           | 21 de abril | 18:00 |
| Porto             | 3 - 0 | Rio Ave              | Estádio do Dragão           | 21 de abril | 20:00 |

| Nacional          | 1 - 1 | Sporting de Portugal | Estádio da Madeira              | 3 de mayo | 18:30 |
| Benfica           | 1 - 1 | Vitória de Setúbal   | Estádio da Luz                  | 4 de mayo | 18:00 |
| Río Ave           | 0 - 0 | Paços Ferreira       | Estádio dos Arcos               | 4 de mayo | 18:00 |
| Olhanense         | 2 - 1 | Porto                | Estádio José Arcanjo            | 4 de mayo | 18:00 |
| Arouca            | 1 - 0 | Gil Vicente          | Estádio Municipal de Arouca     | 4 de mayo | 18:00 |
| Académica         | 0 - 0 | Vitória Guimarães    | Estádio Cidade de Coimbra       | 4 de mayo | 18:00 |
| Estoril           | 1 - 1 | Belenenses           | Estádio António Coimbra da Mota | 4 de mayo | 18:00 |
| Sporting de Braga | 1 - 1 | Marítimo             | Estádio Municipal de Braga      | 4 de mayo | 18:00 |

| Belenenses           | 1 - 0 | Arouca            | Estádio do Restelo          | 10 de mayo | 16:00 |
| Paços de Ferreira    | 2 - 4 | Académica         | Estádio da Mata Real        | 10 de mayo | 16:00 |
| Vitória de Setúbal   | 3 - 1 | Olhanense         | Estádio do Bonfim           | 10 de mayo | 16:00 |
| Vitória Guimarães    | 1 - 0 | Sporting de Braga | Estádio D. Afonso Henriques | 10 de mayo | 16:00 |
| Porto                | 2 - 1 | Benfica           | Estádio do Dragão           | 10 de mayo | 18:00 |
| Sporting de Portugal | 0 - 1 | Estoril           | Estádio José Alvalade       | 11 de mayo | 16:00 |
| Gil Vicente          | 1 - 0 | Nacional          | Estádio Cidade de Barcelos  | 11 de mayo | 16:00 |
| Marítimo             | 1 - 0 | Río Ave           | Estádio dos Barreiros       | 11 de mayo | 16:00 |

## Campeón
|                                  |
| Campeón S. L. Benfica 33° título |

## Play-off de descenso
| Equipo 1          | Agr. | Equipo 2 | Ida | Vuelta |
| ----------------- | ---- | -------- | --- | ------ |
| Paços de Ferreira | 3-1  | CD Aves  | 0-0 | 3-1    |

Paços de Ferreira permanece en la Primeira Liga.

## Estadísticas

### Máximos goleadores
| Jugador          | Equipo               | Goles | Partidos |
| ---------------- | -------------------- | ----- | -------- |
| Jackson Martínez | Porto                | 20    | 30       |
| Derley           | Marítimo             | 16    | 30       |
| Rafael Martins   | Vitória Setúbal      | 15    | 28       |
| Rodrigo Lima     | Benfica              | 14    | 29       |
| Freddy Montero   | Sporting de Portugal | 13    | 22       |
| Mario Rondón     | Nacional             | 12    | 30       |
| Rodrigo          | Benfica              | 11    | 27       |
| Bebé             | Paços de Ferreira    | 11    | 27       |
| Evandro Goebel   | Estoril              | 11    | 28       |
| Héldon           | Sporting de Portugal | 10    | 26       |

| Jugador          | Equipo               | Autogoles |
| ---------------- | -------------------- | --------- |
| Danilo           | Marítimo             | 1         |
| Igor Rossi       | Marítimo             | 1         |
| Reiner Ferreira  | Académica            | 1         |
| Marcelo Ferreira | Académica            | 1         |
| Rúben Vezo       | Vitória Setúbal      | 1         |
| Sebastian Mladen | Olhanense            | 1         |
| Rui Patrício     | Sporting de Portugal | 1         |
| João Diogo       | Marítimo             | 1         |

| Jugador      | Equipo            | Amonestaciones | Partidos |
| ------------ | ----------------- | -------------- | -------- |
| Nuno Coelho  | Arouca            | 13             | 26       |
| Alex Sandro  | Porto             | 13             | 26       |
| Marcelo      | Rio Ave           | 12             | 24       |
| Luís Martins | Gil Vicente       | 11             | 23       |
| Tinoco       | Arouca            | 11             | 25       |
| André André  | Vitória Guimarães | 11             | 26       |
| Tarantini    | Rio Ave           | 11             | 26       |
| Danielson    | Gil Vicente       | 11             | 26       |
| Marçal       | CD Nacional       | 11             | 27       |

| Jugador        | Equipo        | Expulsiones | Partidos |
| -------------- | ------------- | ----------- | -------- |
| Deyverson      | Belenenses    | 2           | 8        |
| João Luiz      | Marítimo      | 2           | 14       |
| César Peixoto  | Gil Vicente   | 2           | 17       |
| Rafik Halliche | Académica     | 2           | 20       |
| Halisson       | Gil Vicente   | 2           | 21       |
| Evandro Goebel | Estoril Praia | 2           | 28       |